# دنیاگیری کروناویروس در منطقه خلیج سان فرانسیسکو

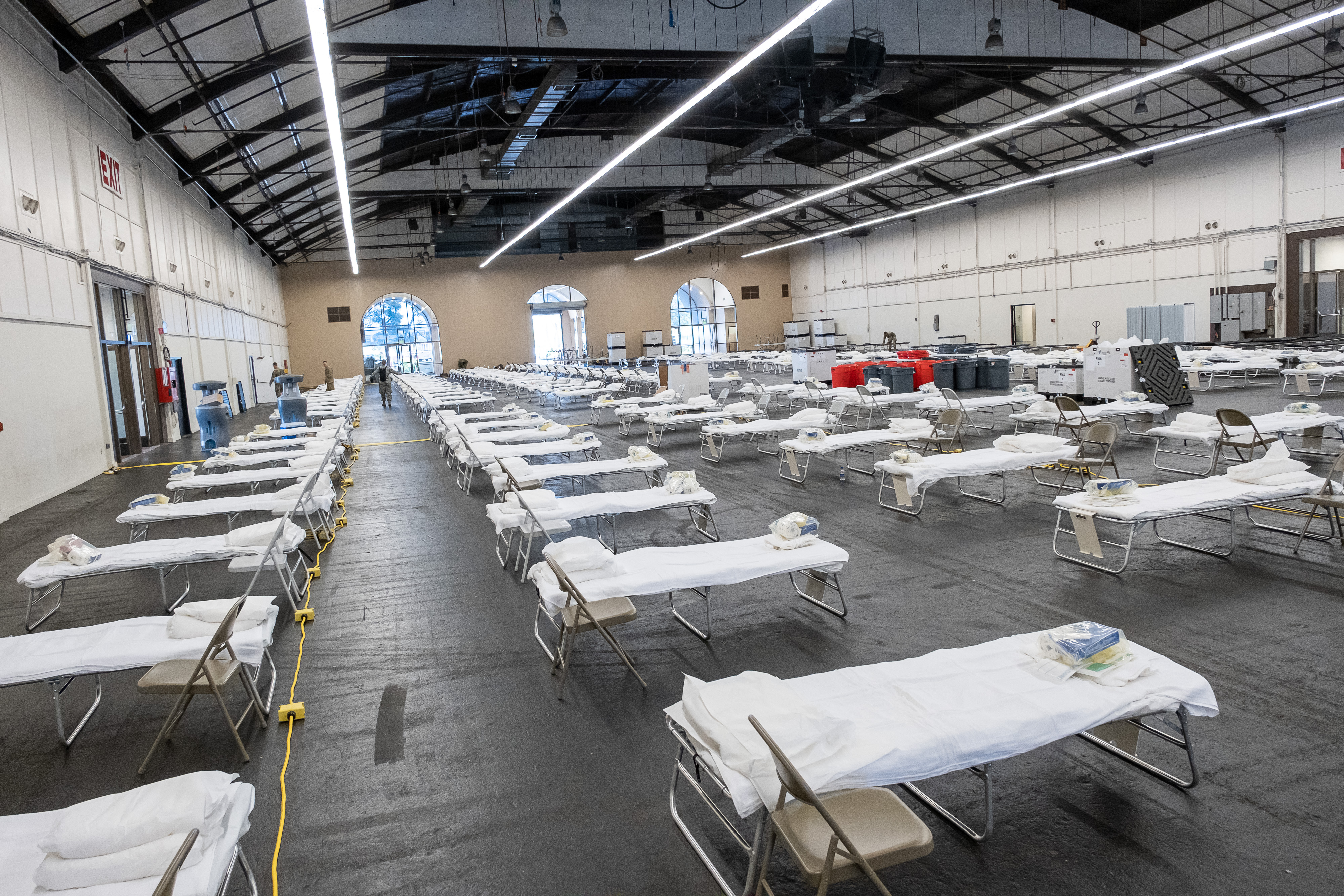
یک ایستگاه پزشکی دولتی در سان ماتیو

منطقه خلیج سانفرانسیسکو با شهرهای سن خوزه و سان فرانسیسکو و اوکلند از نخستین جاهایی بود که در دنیاگیری کروناویروس در کالیفرنیا آلوده شد. نخستین مورد بیماری کروناویروس ۲۰۱۹ در این منطقه در شهرستان سانتا کلارا در ۳۱ ژانویه ۲۰۲۰ تأیید شد و نخستین مرگ بر اثر این بیماری در ۶ فوریه ثبت شد و تا اواخرِ اوت به نزدیکِ ۱۰۰۰ مورد رسید.
نخستین دستور ماندن در منزل در سرزمین اصلی امریکا در ۱۶ و ۱۷ مارس در این منطقه اجرا شد و بیش از شش‌ونیم میلیون نفر را خانه‌نشین کرد.
بیکاری و اختلال اقتصادی، گسترشِ آموزش از راه دور و دورکاری، و پاکیزگی هوا در اطرافِ خلیج سان‌فرانسیسکو از اثرهای این رویداد در این منطقه بوده است.